# ダメ
ダメ（駄目、だめ）は、囲碁用語のひとつ。
主に以下の二つの意味で用いられる。
1. どちらから着手しても1目にもならない、価値のない着点[1]。
2. 石が取られるまでに必要な手数のこと[1]。「呼吸点」とも言う[2]。

また、上記の 1. の意味から転じて、「効果がない」「役立たない」などを意味する日常用語としても使用される。囲碁用語としてはもっぱら片仮名（もしくは漢字）で記載されるが、日常用語としては平仮名、片仮名、漢字いずれの表記も見られる。

## 価値のない場所
どちらの地でもない着点で、終局前にここへ打ったとしても、1目の価値をも有していない点。例えば下のような終局図があった場合、aの点が「ダメ」となる。終局の際は、このダメを交互に全て埋める。その後死活の認識に双方の不一致が無ければ整地の作業に移り、勝敗が決定される。
ダメを埋める作業は「ダメ詰め」あるいは「ダメ押し」と言う。「ダメ押し」は、「念のためにダメを押して勝敗を確認する作業」から転じ、「既に勝負が決まっている時に、さらに勝負を確実にするために念を押すこと」を意味する日常語としても用いられる。
|  |  |  |  |  |  |  |  |  |
|  |  |  |  |  |  |  |  |  |
|  |  |  |  |  |  |  |  |  |
|  |  |  |  |  |  |  |  |  |
|  |  |  |  |  |  |  |  |  |
|  |  |  |  |  |  |  |  |  |
|  |  |  |  |  |  |  |  |  |
|  |  |  |  |  |  |  |  |  |
|  |  |  |  |  |  |  |  |  |

なお、かつてはダメ詰めは終局後に行われるものであったが、1989年改定後の日本ルールでは、ダメ詰めの完了をもって終局となるようにルールが改定された。ダメ詰めを終える前に「終わりですね」などと口にして双方が終局に合意するのは、「仮終局」として区別される。
この仮終局をめぐって議論となったのが、2002年の棋聖戦七番勝負第5局である。ダメ詰めの最中の着手が有効であるかが問題となり、ビデオ判定の末に仮終局の合意は成立していないことが確認され、対局再開後に柳時熏が投了し終局となった。この騒動以降、日本のプロ棋戦では、ダメ詰めに入っても何も言わずに双方が最後までダメを詰め切るようになったという。詳細は柳時熏#2002年棋聖戦第5局を参照。

### 関連する用語
どちらから打ってもほとんど地が増えないような、価値の低い場所のことは「ダメ場」と呼ばれる。自分がダメ場に打たされるのを避け、相手にダメ場を打たせるように仕向けるのは囲碁の戦術の一つである。

## 石の呼吸点
ある石に隣接した空点のこと。この点（呼吸点）が全て埋まる、すなわちダメが全て詰まった石は相手に取られる（囲碁のルール参照）。
例えば、下図の左上の黒石は、周囲の4点を白に囲まれると打ち抜かれる。この場合「黒にはダメが4つ空いている」という言い方をする。
右上の黒石は3子が繋がっており、ダメは6つである。
左下の黒石は2子が繋がっているが、周囲に白石が位置しており、ダメは1つしか空いていない。白にaと打たれると左下の黒石は2子とも取られる。このように、ダメが1つしか空いていない石のことを「アタリ」と言う。
|  |  |  |  |  |  |  |  |  |
|  |  |  |  |  |  |  |  |  |
|  |  |  |  |  |  |  |  |  |
|  |  |  |  |  |  |  |  |  |
|  |  |  |  |  |  |  |  |  |
|  |  |  |  |  |  |  |  |  |
|  |  |  |  |  |  |  |  |  |
|  |  |  |  |  |  |  |  |  |
|  |  |  |  |  |  |  |  |  |

ダメがいくつ空いているかは、攻め合いが発生した時などに重要になる。
また、ダメが多く詰まると様々な面で不利益を生じることがあるため、一般になるべく無駄なダメは詰めない方がよいとされる。この不利益を生じる状態は「ダメヅマリ」と呼ばれる。